# Péter Palotás
Péter Palotás (27. června 1929 – 17. května 1967), rodným jménem Péter Poteleczky, byl maďarský fotbalista hrající v útoku za MTK Budapest FC a za maďarskou reprezentaci. V padesátých letech byl okrajovým členem legendární Zlaté jedenáctky a hrál vedle takových hráčů jako Ferenc Puskás, Zoltán Czibor, Sándor Kocsis, Nándor Hidegkuti a József Bozsik. Palotás byl jeden z prvních, který plnil úlohy staženého středního útočníka a v roce 1955 dal vůbec první hat-trick v zápase Poháru mistrů evropských zemí. V roce 1959 musel skončit hráčskou kariéru kvůli problémům se srdcem. Stejné potíže byly příčinou předčasného úmrtí 17. května 1967.

## Klubová kariéra
Celou hráčskou kariéru strávil v MTK Budapešť. Ale během doby se jméno klubu několikrát změnilo. V roce 1949, když se v Maďarsku dostali k moci komunisté, převzala MTK tajná policie ÁVH a poté byl klub znám jako Textiles SE, pak se přejmenoval na Bástya SE, následně na Vörös Lobogó SE, aby se nakonec vrátil zpět k MTK. Nehledě na zmatky okolo jména, padesátá léta znamenala pro klub velmi úspěšné období. Byla to doba, kdy MTK s Palotásem a Hidegkutim pod trenérským vedením Mártona Bukoviho mezi prvními praktikoval hluboce staženého středního útočníka. V týmu hráli mimo jiných Mihály Lantos a József Zakariás a MTK s Palotásem třikrát vyhrál maďarskou ligu, maďarský pohár a Mitropa Cup. V roce 1955 jako Vörös Lobogó SE si zahráli vůbec první ročník Poháru mistrů evropských zemí. 7. září 1955 na Népstadionu vstřelil Palotás hat-trick, když vyhráli na Anderlechtem 6-3 v prvním zápase prvního kola. Byl to úplně první hattrick vstřelený v PMEZ. Další gól přidal ve odvetě, když Vörös Lobogó SE vyhrál 4-1. Ve čtvrtfinále proti Stade Reims přidal další dva góly, ale celkovým skórem 8-6 vypadli, když Palotás dal v prvním ročníku soutěže celkem 6 gólů.

## Reprezentace
V letech 1950 až 1956 sehrál v národním týmu 24 zápasů, ve kterých dal 18 branek. Poprvé skóroval hned dvakrát při svém debutu 24. září 1950 proti Albánii, když Maďarsko zvítězilo 12-0.
Na olympijských hrách v roce 1952 čtyřmi brankami pomohl k zisku zlatých medailí. Dvě z nich dal při vítězství 3-0 s Itálií 21. července 1952. Hrál i ve finále proti Jugoslávii 2. srpna 1952. Přispěl k zisku Mezinárodního poháru, když 17. května 1953 nastoupil na Stadio Olimpico proti Itálii. Maďarsko vyhrálo 3-0.
I když byli Palotás a Nándor Hidegkuti spoluhráči v MTK, v národním týmu spolu soupeřili o místo. Hidegkuti byl od roku 1953 první volbou na postu hluboce staženého středního útočníka, a proto přišel Palotás o dva vysoce prestižní přátelské zápasy proti Anglii. K prvnímu do Anglie sice odcestoval, ale zůstal na lavičce. Nehledě na tyto nezdary, v reprezentaci až do roku 1956 nastupoval pravidelně. Na mistrovství světa dal ve skupině dva góly při vítězství 9-0 proti Jižní Koreji a také nastoupil v semifinálovém zápase proti Uruguayi. 19. května 1955 dal hattrick Finsku, poslední reprezentační zápas sehrál 9. června 1956 proti Portugalsku.

## Úspěchy

### klubové
MTK Budapest FC
- Maďarská liga (3): 1951, 1953, 1958
- Maďarský fotbalový pohár: 1952
- Mitropa Cup: 1955

### v reprezentaci
Maďarsko
- Olympijský vítěz: 1952
- Mezinárodní pohár[1]: 1953
- Mistrovství světa poražený finalista: 1954

### individuální
- Maďarská fotbalová asociace - Fotbalista roku: 1951[2]